# Susanna Larsson
Susanna C. Larsson, född 1979, är en svensk epidemiolog.

## Biografi
Susanna Larsson tog grundexamina vid Stockholms universitet och Karolinska institutet samt gjorde postdoktorsarbete vid Institutet för hälsa och välfärd i Helsingfors. Hon är docent vid Institutet för miljömedicin vid Karolinska Institutet Hon är också verksam vid den neurologiska institutionen vid University of Cambridge, där hon är en del av en grupp som arbetar med en studie om hälsorisker med olika dieter. Hon har varit huvudförfattare för ett antal stora metaanalyser och recensioner.

## Utvalda verk
- Larsson, Susanna C.; Giovannucci, Edward; Wolk, Alicja (2006-11-21). ”Dietary Carbohydrate, Glycemic Index, and Glycemic Load in Relation to Risk of Colorectal Cancer in Women - American Journal of Epidemiology”. American Journal of Epidemiology 165 (3):  sid. 256–261. doi:10.1093/aje/kwk012. ISSN 0002-9262. PMID 17118965. https://academic.oup.com/aje/article/165/3/256/135377.
- Larsson, Susanna C.; Virtamo, Jarmo; Wolk, Alicja (2012-01-01). ”Chocolate consumption and risk of stroke: A prospective cohort of men and meta-analysis”. Neurology 79 (12):  sid. 1223–1229. doi:10.1212/WNL.0b013e31826aacfa. ISSN 0028-3878. PMID 22933736.
- Larsson, Susanna C.; Virtamo, Jarmo; Wolk, Alicja (2013-03-01). ”Black tea consumption and risk of stroke in women and men”. Annals of Epidemiology 23 (3):  sid. 157–160. doi:10.1016/j.annepidem.2012.12.006. ISSN 1047-2797. PMID 23295000.
- Larsson, Susanna C; Drca, Nikola; Björck, Martin (2018-03-21). ”Nut consumption and incidence of seven cardiovascular diseases”. Heart 104 (19):  sid. 1615–1620. doi:10.1136/heartjnl-2017-312819. ISSN 1355-6037. PMID 29661934. https://heart.bmj.com/content/early/2018/03/21/heartjnl-2017-312819.